# Discografia di Patty Pravo
Questa voce tratta della discografia di Patty Pravo, cantante che ha cambiato un alto numero di case discografiche per la produzione e pubblicazione dei suoi album e singoli.
La carriera discografica si può suddividere nelle seguenti fasi:
- Il periodo ARC nel 1966, caratterizzato dalla pubblicazione del primo 45 giri della cantante, Ragazzo triste, seguito da altri otto singoli e i primi due album Patty Pravo e Concerto per Patty, rispettivamente pubblicati negli anni 1968 e 1969.
- Il periodo RCA che inizia con la pubblicazione del 45 giri Per te/Il mio fiore nero, seguito da altri quattro singoli e due album, uno di questi omonimo e poi soprannominato Cimiteria per il disegno di copertina.
- Il terzo è il soprannominato Periodo Philips che va dal 1971 al 1972 e che vede la pubblicazione tre album Di vero in fondo, Per aver visto un uomo piangere e soffrire Dio si trasformò in musica e poesia e Sì... Incoerenza e tre singoli.
- Il quarto periodo riguarda il ritorno, nel 1973, alla casa discografica d'origine: la RCA Italiana. Gli anni che vanno dal 1973 al 1976 sono considerati gli Anni d'oro della carriera artistica della Pravo, grazie anche alla pubblicazione del suo secondo grande successo (dopo La bambola, nel 1968): Pazza idea.
- Il quinto periodo, brevissimo e poco felice in fatto di vendite, riguarda la fine del 1976, con la casa discografica milanese Dischi Ricordi, con cui verranno pubblicati due singoli e il terzo album omonimo che, per la particolarità dell'immagine di copertina, verrà contraddistinto dalla stessa Pravo, come dai fan, Biafra Record.
- Il sesto periodo riguarda l'ennesimo ritorno alla RCA Italiana, nella fine del 1977 con l'immediata pubblicazione a inizio del 1978, del singolo di grande successo Pensiero stupendo e gli album Miss Italia e Munich Album, più altri due singoli.
- Il settimo periodo riguarda la pubblicazione di un solo album prodotto e registrato in America con la casa discografica statunitense CBO, nel 1982: Cerchi.
- L'ottavo periodo sancisce la collaborazione della Pravo con la casa discografica CGD di Caterina Caselli, che va dal 1984 fino al 1987, con la pubblicazione dell'album Occulte persuasioni più due singoli, fra cui Per una bambola/Viaggio pubblicato in occasione del ritorno di Patty Pravo sulle scene musicali, con la partecipazione al Festival di Sanremo 1984. Sotto questa etichetta Patty Pravo incide anche 6 cover di vecchi successi italiani che verranno presentate nel corso dell'edizione 1984 di Premiatissima, in onda su Canale 5 e inseriti all'interno dell'album Pigramente signora, edito nel 1987 dalla CGD. L'album contiene, oltre all'omonimo brano, anche il singolo Contatto/ So fine so nice sempe del 1987 e Day by Day versione inglese presente nel singolo Menù del 1985.
- Il nono, brevissimo, riguarda la successiva partecipazione al Festival di Sanremo 1987 col brano Pigramente signora, dunque la pubblicazione del singolo con l'etichetta discografica Virgin Records, che l'artista abbandona subito dopo la partecipazione al concorso canoro, a causa dell'accusa di plagio.
- Il decimo vede la collaborazione con la casa discografica Carrere, sempre nel 1987, e la pubblicazione di un solo singolo: Contatto/So Fine So Nice.
- L'undicesimo è caratterizzato dalla pubblicazione di un'antologia con la Five Record (di proprietà Mediaset), in seguito alla vittoria nella seconda edizione della gara musicale Una rotonda sul mare, trasmessa nell'estate 1990 su Canale 5. L'antologia, dal titolo Pazza idea eccetera eccetera..., contiene una serie di successi riarrangiati.
- Il dodicesimo, nel 1994, vede la pubblicazione dell'album Ideogrammi e il singolo I giorni dell'armonia/La vita/Sogni per l'etichetta discografica di David Zard (Zard Records).
- Il tredicesimo, che va dal 1997 al 2004 vede la collaborazione con la casa discografica Sony Music (più particolarmente con varie etichette appartenenti a questa, quali Epic Records, Pravitia e Pensiero Stupendo) e la pubblicazione di sei album (Bye Bye Patty, Notti, guai e libertà, Una donna da sognare, Patty Live '99, Radio Station e Nic - Unic) e undici singoli.
- Il quattordicesimo, brevissimo, è caratterizzato dalla collaborazione con la casa discografica francese Kyrone Gp Music con la pubblicazione dell'album Spero che ti piaccia...Pour toi dedicato all'interprete scomparsa Dalida.
- Il periodo successivo riguarda la pubblicazione dell'album Live Arena di Verona - Sold Out, nel febbraio 2009, dopo la partecipazione al Festival di Sanremo col brano E io verrò un giorno là.
- La sedicesima fase riguarda la pubblicazione del nuovo album di inediti, avvenuta immediatamente dopo la partecipazione al Festival di Sanremo 2011, intitolato Nella terra dei pinguini per cui la Pravo ha firmato un contratto discografico con la Carosello, anticipato dal singolo Unisono.

## Album

### Album in studio
| Anno | Album                                                                          | Etichetta                     | ITA |
| ---- | ------------------------------------------------------------------------------ | ----------------------------- | --- |
| 1968 | Patty Pravo                                                                    | ARC, ALPS 11009               | 1   |
| 1969 | Concerto per Patty                                                             | ARC, ALPS 11013               | 5   |
| 1970 | Patty Pravo                                                                    | RCA Italiana, PSL 10461       | 7   |
| 1971 | Bravo Pravo                                                                    | RCA Italiana, PSL 10491       | 12  |
| 1971 | Di vero in fondo                                                               | Philips, 6323 004             | 5   |
| 1971 | Per aver visto un uomo piangere e soffrire Dio si trasformò in musica e poesia | Philips, 6323 010             | 10  |
| 1972 | Sì... incoerenza                                                               | Philips, 6323 014             | 5   |
| 1973 | Pazza idea                                                                     | RCA Italiana, DPSL 10591      | 1   |
| 1974 | Mai una signora                                                                | RCA Italiana, TPL 1-1051      | 1   |
| 1975 | Incontro                                                                       | RCA Italiana, TPL 1-1148      | 3   |
| 1976 | Tanto                                                                          | RCA Italiana, TPL 1-1195      | 8   |
| 1976 | Patty Pravo                                                                    | Dischi Ricordi, SMRL 6193     | 17  |
| 1978 | Miss Italia                                                                    | RCA Italiana, PL 31392        | 7   |
| 1979 | Munich Album                                                                   | RCA Italiana, PL 31447        | 22  |
| 1982 | Cerchi                                                                         | CBO, CBLP 1005                | 24  |
| 1984 | Occulte persuasioni                                                            | CGD, 20401                    | 42  |
| 1987 | Pigramente signora                                                             | CGD, LSM 1339                 | —   |
| 1989 | Oltre l'Eden...                                                                | Fonit Cetra, TPLX 226         | 26  |
| 1990 | Pazza idea eccetera eccetera...                                                | Five Record, FM 13663         | 25  |
| 1994 | Ideogrammi                                                                     | Zard Records, ZRD 477579-2    | 23  |
| 1998 | Notti, guai e libertà                                                          | Sony Music, PEN 491248 2      | 5   |
| 2000 | Una donna da sognare                                                           | Sony Music, PEN 498311 2      | 6   |
| 2002 | Radio Station                                                                  | Sony Music, PRV 507570 2      | 9   |
| 2004 | Nic - Unic                                                                     | Epic-Sony Music, PRV 512938 2 | 9   |
| 2007 | Spero che ti piaccia...Pour toi                                                | Kyrone Gp Music, GPKR 06026   | 46  |
| 2011 | Nella terra dei pinguini                                                       | Carosello                     | 15  |
| 2013 | Meravigliosamente Patty                                                        | RCA Records Label             | 30  |
| 2016 | Eccomi                                                                         | Warner Music                  | 6   |
| 2019 | Red                                                                            | Museo dei Sognatori           | 17  |

### Raccolte
- 1971: Tutti i successi di Patty Pravo (RCA International - INTI 1336, LP)
- 1971: Patty Pravo (RCA International - LI 8 5, stereo 8)
- 1976: La magia di Patty Pravo (RCA - serie Lineatre NL 33020, LP, MC, stereo 8, ristampato nel 1990 in CD)
- 1977: I successi di Patty Pravo (RCA - serie Lineatre  NL 33045, LP, MC, stereo 8, ristampato nel 1990 in CD)
- 1977: Le più belle canzoni di Patty Pravo (Fontana Records - serie Fontana Special  6492 037)
- 1979: Momenti stupendi (RCA - serie Lineatre  NL 33086, LP, MC, stereo 8)
- 1980: Emozioni (Philips - serie Successo - Top Artists  6389 013)
- 1982: Patty Pravo (Armando Curcio Editore - serie Hit Parade International  HP-07, LP)
- 1982: Patty Pravo (Armando Curcio Editore - serie Hit Parade International  HP-28, LP)
- 1984: Questione di cuore (K-tel - TI 209, LP)
- 1985: L'album di Patty Pravo ( RCA Italiana - serie L'album di  NL 70693, 3LP, 3MC, 2CD)
- 1987: Sentimento (RCA Italiana - serie Flashback  ND 71386, B-8595, CD)
- 1990: Vianello Pavone Pravo (Armando Curcio Editore - serie Il Dizionario Della Canzone Italiana DCI-40, CD)
- 1990: I grandi successi di Patty Pravo (RCA Italiana - PD, PL, PK 74763, LP, MC, CD)
- 1993: I grandi successi (RCA Italiana - serie Musicatua 74321 - 12918-2, CD, ristampato nel 1997)
- 1993: Patty Pravo 1966/1971 (RCA Italiana, Raro Records - 74321-13566-2 , box 4CD)
- 1994: I successi di Patty Pravo (RCA - serie Music Market  74321 18670-2, MC,CD)
- 1994: Patty Pravo En Español (RCA Italiana, Raro Records - 74321 19457-2, CD)
- 1994: I Masters TV - Le Canzoni Più Belle Dei Grandi Della Musica Leggera Italiana (Rai Attività Diversificate - RA 2, mc promozionale abbinata al Radiocorriere TV)
- 1995: Pensieri stupendi (RCA - serie All The Best 74321 - 27129-2, MC,CD)
- 1996: Poker di regine (Gioia - abbinamento editoriale alla rivista Gioia, CD)
- 1996: Superbest (RCA - 74321414652, CD)
- 1997: Grande Patty (CGD East West - 0630 19914-2, 2CD, 2MC)
- 1997: Divina (RCA - 74321 469772, 2CD, 2MC)
- 1997: I capolavori (RTI Music - RTI 20122, CD, MC)
- 1998: Aristocratica (RCA - 74321 586482, CD, ristampato su etichetta BMG nel 2006 con diversa copertina)
- 1998: Patty Pravo (RCA - serie Primo Piano 74321635502, CD, ristampato su etichetta BMG nel 2006)
- 1998: Non ti bastavo più (Mercury 558 626-2, CD)
- 1998: A modo mio e altri successi (Mercury 558 246 - 2, CD, stampato nel 1998 con due copertine differenti e su etichetta Universal nel 2002 e 2008 con copertina differente)
- 1998: Le più belle canzoni di Patty Pravo (Mercury 536 644-2, CD)
- 1998: Patty Pravo (RCA CFD 01057, cofanetto di 11 CD con la ristampa di tutti gli album RCA)
- 1998: Gli anni 70 (RCA 74321602822, 2 CD)
- 1999: Patty Pravo (RCA serie I miti musica 74321581992, CD, MC)
- 2000: I grandi successi originali (RCA serie Flashback 74321798442, 2CD, 2MC, ristampato nel 2009 con copertina differente)
- 2000: Super Stars (Universal 542 924-2, CD)
- 2000: Le canzoni d'amore (BMG Music, RCA 74321782212, CD)
- 2000: Dolce amare (S4 498339 2, CD)
- 2000: Patty Pravo (RCA Italiana 74321788362 (3), 3CD)
- 2001: Patty Pravo (RCA Italiana 74321812442 (2), 2CD)
- 2002: 100% Patty (RCA Italiana 74321936862 (2), 2CD)
- 2002: Pravo - White Collection - The Best Of (RCA Italiana, BMG Ricordi – 74321955412, 3CD, ristampato nel 2003 come cofanetto di colore giallo)
- 2003: Patty Pravo (WSM 5050466-4836-2-1, 3, CD)
- 2004: 4 Per 4 - 4 Star 16 Successi (RCA, BMG Italy 82876613322, CD)
- 2004: Patty Pravo (RCA, BMG Italy, Mondolibri MONLI000007, CD)
- 2004: Trilogy's Box (RCA Italiana, 82876624092(3), ristampa di tre album RCA in CD)
- 2005: Le più belle canzoni di Patty Pravo (Warner Strategic Marketing Italy, 5051011 1015-2-7, CD)
- 2005: Canzoni stupende (Sony Music – EPIC EPC 520261 3520261, 2CD + DVD)
- 2006: Superissimi - Gli Eroi Del Juke Box (Sony BMG Music Entertainment – 82876893352, CD)
- 2007: I grandi successi originali (Sony BMG Music Entertainment – 88697201832, CD)
- 2007: I Grandi Successi - Jukebox Italia (Rhino Records – 5051442-3844-2-0, CD)
- 2007: I Grandi Successi (Sony Music – OS 09 01, 3CD, ristampato in abbinamento a Sorrisi e Canzoni TV)
- 2007: Patty Pravo (RCA, Sony BMG Music Entertainment, Rai Trade – 88697071082, A0100864170-0102, A0100862585-A522, CD + DVD)
- 2008: Patty Pravo (RCA, Sony BMG Music Entertainment – BBCD18, CD)
- 2008: Amanti (Edel - 0195812ERE, CD)
- 2008: The Essential (RCA, Sony BMG Music Entertainment - 88697357822, 2CD)
- 2009: Patty Pravo (RCA, Sony BMG Music Entertainment - 88697488062, box 6CD ristampa album RCA)
- 2009: Patty Pravo (La mia musica, MAD 1077, CD)
- 2009: Collections (Sony Music, 88697537082, CD)
- 2009: Il meglio di Patty Pravo (Sony Music, 88697476002, 2CD)
- 2009: Patty Pravo - The Universal Music Collection (Universal Music Group, 0602517989351, box 4CD ristampa album Universal)
- 2009: Il meglio di Patty Pravo (Edel - 0206937EIT, 2CD)
- 2011: Pazza Idea (SMI Sound Music International - no code, CD)
- 2011: Patty Pravo (Rhino Records - 5052498-5764-5-6, CD)
- 2011: Tutto in 3CD (RCA, Sony Music -  88697867862, 3CD, ristampato nel 2013 con il titolo Il meglio in 3CD)
- 2011: Le più belel canzoni (RCA, Sony Music -  88697834482, 3CD)
- 2012: Un'ora con... (RCA, Sony Music - 88725428552, A0101967726-0101, CD)
- 2012: Meravigliosamente Patty (Le Canzoni Più Belle Di Patty Pravo)  (RCA, Sony Music - 88765448872, 2100003969842, 2100003970107, 2100003970114, 3CD)
- 2014: Grandi successi (RCA, Sony Music - 88843023522, 3CD, long box digipak)
- 2014: Le più belle canzoni (RCA, Saifam Group - COM 1321-2, CD)
- 2016: Playlist (Rhino Records - 5054197053528, CD)
- 2016: The best of Patty Pravo (Sony Music - 88985303852, 2CD)

### Album dal vivo
| Anno | Album                                                       | Etichetta              | ITA |
| ---- | ----------------------------------------------------------- | ---------------------- | --- |
| 1997 | Bye Bye Patty                                               | Epic, PEN 487311 2     | 3   |
| 2001 | Patty Live '99                                              | Epic, ARI 502309 2     | 26  |
| 2009 | Live Arena di Verona - Sold Out                             | Edel Music, 0196452ERE | 14  |
| 2018 | Patty Pravo Live alla Fenice Venezia e Teatro Romano Verona | Azzurra Music          |     |

## Singoli

### Dischi in vinile a 45 giri
| Anno | Titolo                                      | ITA | GER | FRA | Album d'appartenenza | Etichetta                             |
| ---- | ------------------------------------------- | --- | --- | --- | -------------------- | ------------------------------------- |
| 1966 | Ragazzo triste/The Pied Piper               | 17  | —   |     | Patty Pravo          | ARC, AN 4097                          |
| 1967 | Sto con te/Qui e là                         | 46  | —   |     | Patty Pravo          | ARC, AN 4112                          |
| 1967 | Se perdo te/Lettera a Gianni                | 18  | —   |     | Patty Pravo          | ARC, AN 4135                          |
| 1968 | La bambola/Se c'è l'amore                   | 1   | 35  |     | Patty Pravo          | ARC, AN 4155                          |
| 1968 | Gli occhi dell'amore/Sentimento             | 2   | —   |     |                      | ARC, AN 4165                          |
| 1968 | Tripoli 1969/Lasciatemi amare chi voglio    | 4   | —   |     | Concerto per Patty   | ARC, AN 4175                          |
| 1969 | Il paradiso/Scende la notte sale la luna    | 9   | —   |     | Concerto per Patty   | ARC, AN 4180                          |
| 1969 | Concerto per Patty                          | 18  | —   |     | Concerto per Patty   | ARC, AN 4188                          |
| 1969 | Nel giardino dell'amore/Ballerina ballerina | 12  | —   |     |                      | ARC, AN 4191                          |
| 1970 | La spada nel cuore/Roma è una prigione      | 17  | —   |     | ARC, AN 4197         |                                       |
| 1970 | Per te/Il mio fiore nero                    | 11  | —   |     | Patty Pravo          | Rca Italiana, PM 3528                 |
| 1970 | La solitudine/1941                          | 27  | —   |     | Patty Pravo          | Rca Italiana, PM 3541                 |
| 1970 | Non andare via/Un poco di pioggia           | 13  | —   |     | Bravo Pravo          | Rca Italiana, PM 3558                 |
| 1971 | Tutt'al più/Chissà come finirò              | 4   | —   |     | Bravo Pravo          | Rca Italiana, PM 3571                 |
| 1971 | Love Story/Di vero in fondo                 | 10  | —   |     | Di vero in fondo     | Philips, 6025 027                     |
| 1971 | Non ti bastavo più/Canzone degli amanti     | 9   | —   |     | Di vero in fondo     | Philips, 6025 041                     |
| 1972 | Io/Un po' di più                            | —   | —   |     | Sì... Incoerenza     | Philips, 6025 054                     |
| 1973 | Pazza idea/Morire tra le viole              | 1   | —   | 33  | Pazza idea           | Rca Italiana, PM 3709                 |
| 1974 | Come un Pierrot/La valigia blu              | 7   | —   |     | Mai una signora      | Rca Italiana, TPBO 1037               |
| 1975 | Incontro/Mercato dei fiori                  | 6   | —   |     | Incontro             | Rca Italiana, TPBO 1137               |
| 1976 | Tanto/Io ti venderei                        | 22  | —   |     | Tanto                | Rca Italiana, TPBO 1186               |
| 1976 | Grand hotel/Innamorata io                   | 45  | —   |     | Patty Pravo          | Dischi Ricordi, SRL 10825             |
| 1977 | Tutto il mondo è casa mia/Da soli noi       | 3   | —   |     |                      | Dischi Ricordi, SRL 10847             |
| 1978 | Pensiero stupendo/Bello                     | 2   | —   |     | Miss Italia          | RCA Victor, PB 6138                   |
| 1979 | Sentirti/Notti bianche                      | —   | —   |     | Miss Italia          | Rca Italiana, PB 6294                 |
| 1979 | Autostop/New York                           | 13  | —   |     | Munich Album         | Rca Italiana, PB 6342                 |
| 1984 | Per una bambola/Viaggio                     | 17  | —   |     | Occulte persuasioni  | CGD, 10535                            |
| 1985 | Menù/Day by Day                             | 22  | —   |     |                      | CGD, 10623                            |
| 1987 | Pigramente signora                          | 24  | —   |     | Pigramente signora   | Virgin Records, VIN 45215             |
| 1987 | Contatto/So Fine So Nice                    | 34  | —   |     | Pigramente signora   | Carrere Records, CAR 72018            |
| 2025 | Ho provato tutto                            | —   | —   |     |                      | Nar International/Warner Music Italia |

### Compact disc
| Anno | Titolo                                  | ITA | Album d'appartenenza     | Etichetta                         |
| ---- | --------------------------------------- | --- | ------------------------ | --------------------------------- |
| 1995 | I giorni dell'armonia/La vita/Sogni     | 12  | Ideogrammi               | Zard Records, ZRD 661374 2        |
| 1997 | ...e dimmi che non vuoi morire/Qui e là | 4   | Bye Bye Patty            | Epic, PEN 664239 1                |
| 1997 | Pensiero stupendo '97                   | 7   | Bye Bye Patty            | Epic, PEN 664564 2                |
| 1998 | Les etrangers                           | —   | Notti, guai e libertà    | Sony Music, PEN 664987 1          |
| 1998 | Strada per un'altra città/Sweet love    | —   | Notti, guai e libertà    | Pensiero Stupendo, PEN 666142 1   |
| 1998 | Emma Bovary/Baby blu                    | —   | Notti, guai e libertà    | Pensiero Stupendo, PEN 666424 1   |
| 1999 | Angelus                                 | —   | Notti, guai e libertà    | Pensiero Stupendo, PEN 666656 2   |
| 2000 | Una donna da sognare                    | 11  | Una donna da sognare     | Sony Music, PEN 669319 1          |
| 2000 | Una mattina d'estate/Count down         | —   | Una donna da sognare     | Sony Music, PEN 669591 1          |
| 2000 | Se chiudi gli occhi/Parliamone          | —   | Una donna da sognare     | Sony Music, PEN 670511 1          |
| 2002 | L'immenso                               | 25  | Radio Station            | Pravitia/Sony Music, PRV 672401 1 |
| 2002 | Noi di là (Lagoinha)                    | 32  | Radio Station            | Pravitia/Sony Music, PRV 672755 2 |
| 2004 | Che uomo sei/Tender chiara              | 13  | Nic - Unic               | Epic/Sony Music, PRV 674787 1     |
| 2008 | La bambola 2008                         | —   |                          | Edel Music, 0192646EREP           |
| 2011 | Unisono                                 | —   | Nella terra dei pinguini | Carosello,                        |
| 2011 | Il vento e le rose                      | —   | Nella terra dei pinguini | Carosello,                        |
| 2011 | La vita è qui                           | —   | Nella terra dei pinguini | Carosello,                        |
| 2012 | Com'è bello far l'amore                 | —   |                          | Carosello,                        |
| 2012 | La luna                                 | 32  |                          | EMI                               |

## Album

### Album in studio
- 1968 - Patty Pravo (pubblicato con il titolo La bambola in Germania, Grecia, Venezuela, Stati Uniti, Giappone, Uruguay e Argentina)
- 1969 - Concerto per Patty (pubblicato in Spagna e Cile)
- 1970 - Patty Pravo (pubblicato in Sud Corea nel 1995)
- 1970 - Bravo Pravo Dans Un Show De J. C. Averty (pubblicato in Francia)
- 1971 - Di vero in fondo (pubblicato in Brasile)
- 1973 - Pazza idea (pubblicato in Venezuela e Giappone, in Spagna e Messico con il titolo Una locura)
- 1974 - Mai una signora (pubblicato in Germania e Stati Uniti)
- 1975 - Incontro (pubblicato in Spagna con il titolo Encuentro)
- 1976 - Tanto  (pubblicato in Spagna e Germania)
- 1976 - Patty Pravo  (pubblicato in Germania e Argentina)
- 1978 - Miss Italia  (pubblicato in Germania)
- 1979 - Munich Album  (pubblicato in Germania)
- 1982 - Cerchi  (pubblicato in Germania)
- 1984 - Occulte persuasioni  (pubblicato in Spagna)
- 1990 - Pazza idea eccetera eccetera...  (pubblicato in Germania nel 1991 con il titolo Pazza idea e nel 1998 in Spagna con il titolo Pensiero stupendo)
- 2002 - Radio Station  (pubblicato in Olanda)
- 2007 - Spero che ti piaccia...Pour toi  (pubblicato in Francia)
- 2011 - Nella terra dei pinguini  (pubblicato in Germania)

### Raccolte
- 1969: Patty Pravo (RCA Victor – LPV-1108, promo Venezuela)
- 1970: Patty Pravo En Español (RCA Victor – LPV-1148, Venezuela)
- 1970: Patty Pravo En Mexico (RCA Victor – MILS-4069, Messico)
- 1975: Patty Pravo En Venezuela (RCA Victor – LPVS-1524, Venezuela)
- 1977: Portrait (RCA – PL 31246, Germania)
- 1994: Successi d'Italia (Ariola Express, Bertelsmann Music Group – 74321173512, Belgio)
- 2003: La Bámbola (RCA, Bertelsmann Music Group – 74321919182, Spagna)
- 2005: Grandes Éxitos (RCA, Bertelsmann Music Group Spain – 82876 674632, Spagna)